# Michael Knauth
Michael Knauth (ur. 24 czerwca 1965 w Wolfsburgu) – niemiecki hokeista na trawie, złoty medalista olimpijski z Barcelony.
Brał udział w dwóch igrzyskach (IO 92, IO 96). Największy sukces w karierze odniósł w 1992, kiedy to wywalczył złoty medal olimpijski. Był mistrzem Europy w 1991. Łącznie rozegrał w kadrze 72 spotkania, w latach 1987-1996.